# Jan Mizerski

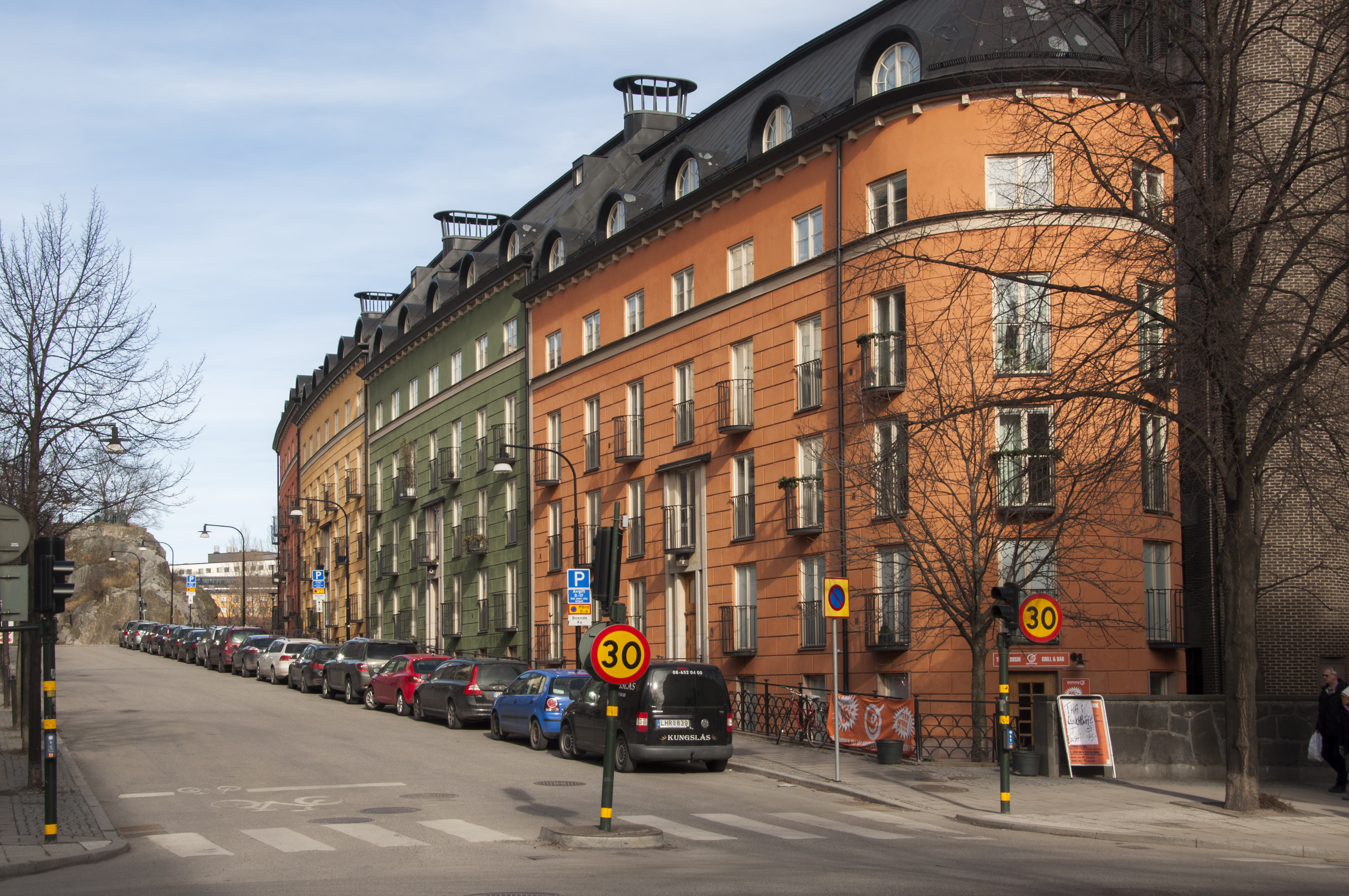
Domy mieszkalne przy Carl Gustaf Lindsteds gata 2–8

Jan Franciszek Mikołaj Mizerski (ur. 9 maja 1928 w Warszawie, zm. 25 kwietnia 2022 w Sztokholmie) – polsko-szwedzki architekt.

## Życiorys
Pochodzi ze znanej włochowskiej rodziny Mizerskich. Był najmłodszym synem budowniczego Alojzego Mizerskiego i Zofii Pichały, uczestnikiem Powstania Warszawskiego. Maturę zdał w roku 1946. Dyplom na Politechnice Warszawskiej obronił w 1951 r. W latach 1952–1958 był asystentem na tej uczelni przy katedrze prof. Barbary Brukalskiej. W latach 1948–1949 pracował w pracowni arch. Zygmunta Stępińskiego, w latach 1950–1957 w biurze architektonicznym prof. Bohdana Pniewskiego w Warszawie. W roku 1958 wyemigrował. W roku 1962 ożenił się z Catherine Berg (1933–2001), córką krytyka muzycznego i pisarza Curta Berga i Evy z domu Ekström, która też była literatem. Jan i Catherine adoptowali troje dzieci: Sofię (ur. 1966), Beatę (ur. 1967) i Józefa (1970).
Od roku 1958 jest członkiem Związku Architektów Szwedzkich SAR. Zrealizował m.in. Domy Ludowe w Strömsnäsbruk (1964) i Hälleforsnäs, budynki handlowe i biurowe w Gävle, szkoły w Borås, Norrköping i Gävle, domy mieszkalne przy Carl Gustaf Lindsteds gata 2–8 w dzielnicy Sankt Eriksområdet w Sztokholmie (1997–1998). Wraz z żoną przełożył również na szwedzki dzieła Tadeusza Różewicza, Mirona Białoszewskiego i wielu innych polskich pisarzy.
Jan Mizerski jest właścicielem zbioru archiwalnych zdjęć z lat 1940–1943 (z okresu okupacji wojennej).